# 辻野久憲
辻野 久憲（つじの ひさのり、1909年5月28日 - 1937年9月9日）は、日本の翻訳家、文芸評論家、随筆家、編集者。
第二次『四季』同人。その他、『詩と詩論』『コギト』『創造』などの雑誌に小論や随筆を寄稿した。

## 生涯
京都府舞鶴市生まれ。舞鶴憲兵分隊内の官舎で誕生。1916年、台湾の台中尋常高等小学校尋常科入学。基隆小学校、神戸小学校、伊丹小学校、伊丹中学校を経て、1929年、第三高等学校文科丙類を卒業。1932年、東京帝国大学仏蘭西文学科卒業。同年、書肆第一書房に就職。
『詩・現実』に参加し、1930年から1931年に伊藤整・永松定とジェイムズ・ジョイスの『ユリシーズ』を翻訳するかたわら、第一書房『セルパン』編集長。
1934年、第一書房を退職。1937年、カトリックの洗礼を受ける。洗礼名はヨハネ。
出生後の実家のある兵庫県川辺郡伊丹町（現・伊丹市）に滞在していた最中に胸膜炎を発症し、緊急入院となったが、何度か転院した後病状が悪化し、死去した。28歳没。
生前に交流のあった学者や文人から、その早すぎる死を悔やむ文章が多数発表された。

## 翻訳
- 『ユリシイズ』（ジョイス、伊藤整, 永松定共訳、第一書房） 1931 - 1934
- 『詩の本質』（ポール・ヴァレリー、椎の木社） 1934
- 「アミンタス」（ジイド、山崎栄治共訳、金星堂、ジイド全集2） 1934
- 「地の糧ひ」（ジイド、金星堂、ジイド全集3） 1934
- 「背徳者」（ジイド、金星堂、ジイド全集4） 1935
- 『ペルエイル家の人々』（モオリアック、作品社） 1935
- 『ランボオ』（ジアツク・リヴイエール、山本書店） 1936
- 『イエス伝』（モオリアック、野田書房） 1937、のち角川文庫
- 『癩者への接吻 / 母』（モーリアック、角川文庫） 1953